# High Life (2018)
High Life is een sciencefictionfilm uit 2018, geregisseerd door Claire Denis.

## Verhaal
Een groep ter dood veroordeelde gevangenen gaat in een ruimtevaartuig naar de verre uithoeken van het zonnestelsel omdat ze deel uitmaken van een wetenschappelijk experiment om zwarte gaten te onderzoeken.

## Rolverdeling
| Acteur           | Personage |
| ---------------- | --------- |
| Robert Pattinson | Monte     |
| Juliette Binoche | Dibs      |
| André 3000       | Tcherny   |
| Mia Goth         | Boyse     |

## Achtergrond

### Productie
Claire Denis had het idee van het project vijftien jaar in gedachten. Ze zei erover: "Ik had een script dat van nature in het Engels was, omdat het verhaal zich afspeelt in de ruimte en ik weet niet waarom, maar voor mij spreken mensen Engels, of Russisch of Chinees, maar zeker niet Frans in de ruimte."
In eerste instantie schreef romanschrijver Nick Laird samen met Denis, Fargeau en Geoff Cox het script voor de film. Bovendien heeft de vrouw van Laird, Zadie Smith, bijgedragen aan de eerste versies van de Engelse versie van het script. Maar vanwege de creatieve verschillen tussen Denis en Smith, verlieten Laird en Smith het project als scenarioschrijvers, maar later diende Laird als scriptconsulent.
Denis ging naar het Astronautencentrum van de Europese Ruimtevaartorganisatie (ESA) in Keulen om meer te weten te komen over het verkennen van de ruimtevaart voordat de film begon met filmen.

### Release
De film ging in première op 9 september 2018 op het Internationaal filmfestival van Toronto.

### Ontvangst
De film ontving lovende kritieken op Rotten Tomatoes waar het 82% goede reviews ontving, gebaseerd op 223 beoordelingen. Op Metacritic werd de film beoordeeld met een metascore van 77/100, gebaseerd op 41 critici.